# Eidolon dupreanum
Eidolon dupreanum es una especie de murciélago de la familia Pteropodidae.

## Distribución geográfica
Es  endémica de Madagascar.